# 육강
육강(陸康, 126년 ~ 195년)은 중국 후한 말의 관료이다. 자는 계녕(季寧)이며 양주 오군 오현(吳縣) 사람이다. 지방관으로서 한의 충신이자 선정을 행해 명성이 높았다. 여강태수일 적에 원술과 손책의 침탈에 맞섰다가 패하였다. 육손의 종조부이기도 하다.

## 생애
젊어서부터 부모에 대한 효도와 형제에 대한 우애가 돈독했으며 품행도 부지런히 닦았다. 오군태수 이숙(李肅)에게 효렴으로 뽑혀 군에서 근무했다. 이후 이숙이 죄를 받아 처형당하자 그 시체를 영천군까지 운구해 장사지냈다. 그 의열함이 알려져 양주자사 장민(臧旻)으로부터 무재(茂才)로 천거되고 발해군 고성현령(高成―)에 임명됐다. 변방의 현이었기에 관습상 각 호(戶)마다 한 사람은 궁노를 갖추고 불의의 사태를 대비하면서 왕래도 하지 못했다. 지방관이라도 새로 부임하면 번번이 징발되어 성곽을 보수하기 일쑤였다. 육강이 이르러 이를 모조리 철폐하니 백성들이 기뻐했다. 은혜와 신의로써 다스리자 도적도 잠잠해지고 주군에서는 그 공적을 상표하였다. 178년(광화 원년)에 무릉태수로 옮겼으며 이후 계양군과 낙안군(樂安郡)의 태수도 지냈는데 가는 곳마다 칭송받았다.
185년(중평 2년), 영제가 동상을 만드려는데 비용이 부족해 농토 한 무(畝, 묘)당 10전(錢)을 징수하고자 했다. 백성들은 수해와 한해(旱害)로 인해 고통스러워하던 차였다. 육강이 상소를 올려 간했다가 황제의 총명을 망국에 빗대 불경을 저질렀단 명목으로 모함을 받고는 함거(檻車)에 실려 잡혀갔다. 시어사(侍御史) 유대가 이 건을 맡아 살핀 덕분에 면직으로 그쳤다. 이후 의랑(議郞)으로 복귀하였다.
한편 여강군에서는 180년에 황양(黃穰) 등이 강하만(江夏蠻, 강하군 일대의 만인)과 연계해 10여만 명을 일으켜서는 네 개 현을 침탈하고 수 년간 준동하였다. 육강이 여강태수가 되어 평정하였다. 그 공으로 손자 육상(陸尙)이 낭중(郎中) 벼슬을 받았다. 시간이 흘러 헌제가 즉위한 이래 천하가 매우 혼란한데도 육강은 위험을 무릅써 효렴과 계리(計吏)를 조정에 보내고 공물을 바쳤다. 충의장군(忠義將軍)이 더해져 관질이 중이천석(中二千石)에 이르렀다.
194년(흥평 원년), 구강군 수춘현(壽春縣)에 본거지를 두고 있던 원술은 서주를 치고 싶어했는데 식량 사정이 좋지 않아 육강에게 3만 곡(斛)의 원조를 청했다. 원술은 반역자였으므로 육강은 통하지 않고 그 침략에 대비했다. 원술이 대노하여 부하 손책을 보내 여강을 수 겹으로 포위하고 공성전을 벌였다. 손책은 일찍이 육강을 방문한 적이 있었는데 육강이 아닌 주부(主簿)가 접대했었기 때문에 원한을 품어오던 터였다. 성밖의 휴가자들은 일단 숨었다가 야밤을 이용해 귀환하였다. 195년, 2년의 항전 끝에 결국 함락당했으며 한 달 정도 지나 질병으로 세상을 떠났다. 나이 70세였다. 집안사람 100여 명은 고생하다 거의 절반이 죽었다. 조정에서는 절개를 지키다 사망한 것을 가엾게 여겨 그 아들 육준(陸儁)을 낭중으로 삼았다.

## 영제에게 올린 상소문
듣건대 선왕들은 애민을 귀히 여겼다 합니다. 부역과 부세를 줄이고 번잡한 규율을 간소화해 만민이 따르고 신령도 덕(德)으로 응했습니다. 말세를 부르는 쇠주(衰主)는 사치가 극에 달하고[궁사극치, 窮奢極侈], 끊임없이 새로운 제도를 시행하며, 탐욕을 부려 아랫사람을 핍박합니다. 폐하의 성덕은 하늘을 이어 융성해야 하거늘 이번에 무(畝)마다 돈을 걷어 동상을 주조한다는 조서를 엎드려 읽으니 비통한 마음에 어찌할 바를 모르겠습니다. 대체로 세금은 10분의 1이었고 주나라에선 철법(徹法)이라 하였습니다. 철(徹)은 '통한다[通]'는 뜻으로 가히 만세토록 행할 정도란 말입니다. 노 선공은 공전(公田) 이외의 농지까지 조세를 부과하는 세무(稅畝, 세묘)를 실시해 메뚜기 유충 떼를 당했고 노 애공 때의 증세는 공자에게 지탄받았습니다. 어떻게 백성의 재물을 수탈해 쓸모없는 동상을 제작하겠으며, 거룩한 계율을 저버리고 망한 왕의 방식을 좇을 수 있겠습니까? 《춘추좌씨전》(좌전)에도 ‘군주의 거동은 반드시 기록하는데 그 기록이 법도에 맞지 않으면 후세가 어찌 본받겠습니까’란 구절이 있습니다. 폐하께선 이를 주의 깊게 성찰해 폐단은 고치고 선은 추구함으로써 만백성의 원망을 막으셔야 합니다.

## 삼국지연의
사서가 아닌 소설 《삼국지연의》에서는 제15회에서 손책에게 정복되었다고만 짤막하게 언급된다.

## 가계
- 할아버지 : 육속(陸續)
  - 아버지 : 육포(陸襃) - 지조가 있었다. 거듭 부름을 받았지만 출사하지 않았다.
    - 형 : 육우(陸紆) - 자는 숙반(叔盤). 성문교위(城門校尉)를 지냈으며 육손의 할아버지이다.[7]
    - 본인 : 육강

- 손자 : 육상(陸尙) - 아버지 미상. 육강이 여강태수일 적에 낭중이 되었다.

- 아들 : 육준(陸儁) - 육강 사후에 낭중이 되었다.
- 아들 : 육적

- 손자 : 육굉(陸宏)
- 손자 : 육예(陸叡)
- 손녀 : 육울생(陸鬱生)

- 사위 : 고옹

## 같이 보기
- 삼국지 인물 목록
- 강동 평정

## 참고 문헌
- 《후한서》31권 열전 제21 곽두공장염왕소양가육열전(郭杜孔張廉王蘇羊賈陸列傳) 육강전